# Gymnotus ardilai
Gymnotus ardilai és una espècie de peix pertanyent a la família dels gimnòtids.

## Hàbitat
És un peix d'aigua dolça, demersal i de clima tropical.

## Distribució geogràfica
Es troba a Sud-amèrica: conca del riu Magdalena a Colòmbia.

## Observacions
És inofensiu per als humans.